# Leptotarsus
Leptotarsus är ett släkte av tvåvingar. Leptotarsus ingår i familjen storharkrankar.

## Dottertaxa tillLeptotarsus, i alfabetisk ordning[1]
- Leptotarsus aenigmaticus
- Leptotarsus africanus
- Leptotarsus albicollis
- Leptotarsus albicubitalis
- Leptotarsus albidipes
- Leptotarsus albipedis
- Leptotarsus albiplagius
- Leptotarsus albistigma
- Leptotarsus albobasalis
- Leptotarsus alexanderi
- Leptotarsus alfie
- Leptotarsus amissionis
- Leptotarsus angusticosta
- Leptotarsus annulipes
- Leptotarsus anoplostylus
- Leptotarsus antennifer
- Leptotarsus apertus
- Leptotarsus ardrossanensis
- Leptotarsus arenarius
- Leptotarsus aspropodus
- Leptotarsus atridorsum
- Leptotarsus atrirostris
- Leptotarsus atroflavus
- Leptotarsus aurantioceps
- Leptotarsus aurantiothorax
- Leptotarsus auroatrus
- Leptotarsus barringtoniensis
- Leptotarsus basuticanus
- Leptotarsus belloides
- Leptotarsus bertii
- Leptotarsus bezzianus
- Leptotarsus binnaburrae
- Leptotarsus binotatus
- Leptotarsus bivittatus
- Leptotarsus bonaespei
- Leptotarsus borgmeieranus
- Leptotarsus borgmeieri
- Leptotarsus brasiliae
- Leptotarsus brevihirsutus
- Leptotarsus brevipalpis
- Leptotarsus brevirostratus
- Leptotarsus brevitarsis
- Leptotarsus brisbaneiensis
- Leptotarsus browni
- Leptotarsus bulburinensis
- Leptotarsus bullocki
- Leptotarsus byersi
- Leptotarsus caffer
- Leptotarsus caledonianus
- Leptotarsus calliope
- Leptotarsus campbelli
- Leptotarsus caparaonus
- Leptotarsus capicola
- Leptotarsus carbonipes
- Leptotarsus carreranus
- Leptotarsus cerritus
- Leptotarsus chaoianus
- Leptotarsus chionoides
- Leptotarsus chrysostigma
- Leptotarsus cinerascens
- Leptotarsus cinereilinea
- Leptotarsus cinereus
- Leptotarsus cisatlanticus
- Leptotarsus clarus
- Leptotarsus clavatus
- Leptotarsus clitellarius
- Leptotarsus clotho
- Leptotarsus cnephosus
- Leptotarsus cockerellae
- Leptotarsus collessi
- Leptotarsus columbianus
- Leptotarsus congestus
- Leptotarsus constrictus
- Leptotarsus coolgardiensis
- Leptotarsus coronatus
- Leptotarsus costalis
- Leptotarsus crystallinus
- Leptotarsus cubitalis
- Leptotarsus cunninghamensis
- Leptotarsus decoratus
- Leptotarsus dichroithorax
- Leptotarsus dispar
- Leptotarsus dolichoros
- Leptotarsus dorrigensis
- Leptotarsus drakensbergensis
- Leptotarsus ducalis
- Leptotarsus dux
- Leptotarsus edwardsianus
- Leptotarsus elegantior
- Leptotarsus elongatus
- Leptotarsus errans
- Leptotarsus eshowensis
- Leptotarsus esperanceiensis
- Leptotarsus espinozai
- Leptotarsus eucryptus
- Leptotarsus exemptus
- Leptotarsus fergusoni
- Leptotarsus ferruginosus
- Leptotarsus fieldianus
- Leptotarsus flagellatus
- Leptotarsus flavidipennis
- Leptotarsus flavopygialis
- Leptotarsus flavoscapus
- Leptotarsus fletcherensis
- Leptotarsus fraucai
- Leptotarsus fucatus
- Leptotarsus fulvus
- Leptotarsus fumibasis
- Leptotarsus fuscitarsis
- Leptotarsus ganocephalus
- Leptotarsus gargettensis
- Leptotarsus gentilis
- Leptotarsus gesneri
- Leptotarsus glabristylus
- Leptotarsus glaucocapillus
- Leptotarsus goyazanus
- Leptotarsus greyanus
- Leptotarsus guadeloupensis
- Leptotarsus guimaraesi
- Leptotarsus gurneyi
- Leptotarsus gymnocerus
- Leptotarsus hackeri
- Leptotarsus hainanensis
- Leptotarsus halteratus
- Leptotarsus helmsi
- Leptotarsus helotus
- Leptotarsus heroni
- Leptotarsus heterogamus
- Leptotarsus hilli
- Leptotarsus hirsutistylus
- Leptotarsus hodgei
- Leptotarsus holochlorus
- Leptotarsus horridus
- Leptotarsus huanucensis
- Leptotarsus hudsoni
- Leptotarsus hudsonianus
- Leptotarsus humilis
- Leptotarsus huttoni
- Leptotarsus idioneurus
- Leptotarsus igniceps
- Leptotarsus imperatorius
- Leptotarsus inaequipes
- Leptotarsus incertus
- Leptotarsus incompletus
- Leptotarsus insidiosus
- Leptotarsus intermedius
- Leptotarsus intricatus
- Leptotarsus invaripes
- Leptotarsus ixion
- Leptotarsus jonesi
- Leptotarsus kadeni
- Leptotarsus kalamundaensis
- Leptotarsus lemniscatus
- Leptotarsus leucoplaca
- Leptotarsus limnophiloides
- Leptotarsus liponeura
- Leptotarsus longioricornis
- Leptotarsus longipes
- Leptotarsus longissimus
- Leptotarsus luciae
- Leptotarsus lunatus
- Leptotarsus lustralis
- Leptotarsus luteicosta
- Leptotarsus luteiniger
- Leptotarsus luteistigma
- Leptotarsus luteisubcostatus
- Leptotarsus macarius
- Leptotarsus macquartii
- Leptotarsus maldonadoi
- Leptotarsus manicatus
- Leptotarsus maori
- Leptotarsus mastersi
- Leptotarsus mathewsi
- Leptotarsus mediocornis
- Leptotarsus megacerus
- Leptotarsus melanopterus
- Leptotarsus mesocerus
- Leptotarsus microcerus
- Leptotarsus micropteryx
- Leptotarsus millotianus
- Leptotarsus minimus
- Leptotarsus minor
- Leptotarsus minusculoides
- Leptotarsus minusculus
- Leptotarsus minutissimus
- Leptotarsus mirandus
- Leptotarsus mitiformis
- Leptotarsus mixtus
- Leptotarsus monstratus
- Leptotarsus montanus
- Leptotarsus mossambicensis
- Leptotarsus mosselensis
- Leptotarsus munroi
- Leptotarsus mutabilis
- Leptotarsus nahuelbutae
- Leptotarsus neali
- Leptotarsus neorinus
- Leptotarsus nigrinus
- Leptotarsus nigrirostris
- Leptotarsus nigrolimbatus
- Leptotarsus nigropolitus
- Leptotarsus nigrosubcostatus
- Leptotarsus niphopodus
- Leptotarsus nocivus
- Leptotarsus noelianus
- Leptotarsus novellus
- Leptotarsus novocaledonicus
- Leptotarsus obliquus
- Leptotarsus obscuripennis
- Leptotarsus obscurirostris
- Leptotarsus occlusus
- Leptotarsus ohakunensis
- Leptotarsus opifex
- Leptotarsus opilio
- Leptotarsus orion
- Leptotarsus ornatipes
- Leptotarsus pallidistigma
- Leptotarsus pallidus
- Leptotarsus pallitarsis
- Leptotarsus paraguayanus
- Leptotarsus paraguayensis
- Leptotarsus parallelus
- Leptotarsus paulseni
- Leptotarsus pedestris
- Leptotarsus penitus
- Leptotarsus perdistinctus
- Leptotarsus perglabratus
- Leptotarsus pergrandis
- Leptotarsus periplocus
- Leptotarsus perornatus
- Leptotarsus phaedrus
- Leptotarsus phylax
- Leptotarsus picturellus
- Leptotarsus piger
- Leptotarsus porterianus
- Leptotarsus proavitus
- Leptotarsus pruinosus
- Leptotarsus pseudoaurantioceps
- Leptotarsus pseudotortilis
- Leptotarsus pulverosus
- Leptotarsus pygmaeus
- Leptotarsus quadriniger
- Leptotarsus rabelloi
- Leptotarsus regificus
- Leptotarsus regina
- Leptotarsus regulus
- Leptotarsus remotus
- Leptotarsus rhodesiae
- Leptotarsus riedelianus
- Leptotarsus risbeci
- Leptotarsus rivertonensis
- Leptotarsus rubriceps
- Leptotarsus rubroniger
- Leptotarsus rufibasis
- Leptotarsus rufiventris
- Leptotarsus salome
- Leptotarsus saltatrix
- Leptotarsus sanctaecatharinae
- Leptotarsus scutellaris
- Leptotarsus segnipes
- Leptotarsus serotinellus
- Leptotarsus sessilis
- Leptotarsus sessoris
- Leptotarsus setivena
- Leptotarsus silvester
- Leptotarsus similior
- Leptotarsus simillimus
- Leptotarsus sinclairi
- Leptotarsus spinastylus
- Leptotarsus spinosus
- Leptotarsus stenodiastema
- Leptotarsus stenostyla
- Leptotarsus stuckenbergi
- Leptotarsus styx
- Leptotarsus subapicalis
- Leptotarsus subapterus
- Leptotarsus submancus
- Leptotarsus submontanus
- Leptotarsus subobsoletus
- Leptotarsus subtener
- Leptotarsus subvittatus
- Leptotarsus sulphurellus
- Leptotarsus syndactylus
- Leptotarsus tamborineiensis
- Leptotarsus tapleyi
- Leptotarsus tenuifrons
- Leptotarsus tenuirostris
- Leptotarsus terraereginae
- Leptotarsus testaceus
- Leptotarsus tijucanus
- Leptotarsus tinctorius
- Leptotarsus tonnoiranus
- Leptotarsus tortilis
- Leptotarsus transfasciatus
- Leptotarsus travassosanus
- Leptotarsus tricinctus
- Leptotarsus trivittatus
- Leptotarsus uniguttatus
- Leptotarsus waitakerensis
- Leptotarsus walpoleiensis
- Leptotarsus variceps
- Leptotarsus variegatus
- Leptotarsus verreauxi
- Leptotarsus versfeldi
- Leptotarsus virescens
- Leptotarsus viridis
- Leptotarsus vittatus
- Leptotarsus vulpinus
- Leptotarsus vulsurus
- Leptotarsus yanoi
- Leptotarsus zeylandiae
- Leptotarsus zeylanicus
- Leptotarsus zikanellus